# Фурнье, Лоран
Лоран Фурнье (фр. Laurent Fournier; род. 14 сентября 1964, Лион) — французский футболист, полузащитник. Играл за ряд клубов, таких как «Олимпик Лион», «Сент-Этьен», «Олимпик Марсель» и другие. С 1998 года является тренером.

## Клубная карьера
Лоран стажировался в «Олимпик Лион», а затем, играя за молодёжную команду, выиграл чемпионат юношеских команд, в финальном матче обыграв «Пари Сен-Жермен» со счётом (1:0). Фурнье дебютировал в первом дивизионе 8 ноября 1980, в возрасте всего 16 лет, 1 месяца и 26 дней. После восьми сезонов в столице Галлии, а затем двух, проведённых в клубе-сопернике «Сент-Этьене», он присоединился в 1990 году к «Олимпик Марсель», который затем стал одной из лучших европейских команд.
Становился чемпионом Франции и играл в финале Кубка европейских чемпионов в Бари против «Црвены звезды».